# Mary Wroth
Lady Mary Wroth (1586 – 1652) è stata una poetessa inglese del Rinascimento.
Appartenente ad un'importante famiglia dell'aristocrazia inglese, Mary Wroth fu una delle prime donne della letteratura inglese a godere di una fama durevole in quanto autrice del romanzo Urania, la prima opera letteraria di un certo respiro scritta da una donna in Inghilterra.

## Biografia
Nacque nel 1586 da Barbara Gamage e Robert Sidney, I conte di Leicester. Sua madre, cugina di Sir Walter Ralegh era una ricca ereditiera; suo padre, pur meno ricco, proveniva da una famiglia molto in vista; suo padre, Henry Sidney, era stato Governatore d'Irlanda; sua zia Mary Sidney, Contessa di Pembroke era una famosa mecenate e traduttrice di Salmi; infine suo zio Philip Sidney è tra i più famosi poeti-cortigiani dell'epoca Elisabettiana.
Poiché il padre era stato nominato Governatore di Flessinga, nei Paesi Bassi, Mary passò gran parte della giovinezza in casa di Mary Sidney, Contessa di Pembroke. Dopo la morte di Elisabetta I il padre conobbe un periodo di ascesa sociale che culminò nella sua investitura a Barone Sidney di Penshurst. La giovane Mary di conseguenza entrò nella cerchia più rarefatta della corte di Giacomo I facendosi notare da cortigiani e da letterati (Ben Jonson, Inigo Jones, George Chapman e altri) che non le risparmiavano lodi per la sua capacità poetica. Ma con le sue parentele non poteva sfuggire al destino delle giovani e ricche aristocratiche: Giacomo I la diede in moglie a Robert Wroth, uno dei suoi favoriti. Il matrimonio, celebrato nel 1604 fu disastroso; pare che Robert Wroth fosse schiavo del gioco d'azzardo, donnaiolo e ubriacone, e quando morì lasciò la moglie in un mare di debiti.  Da parte sua, Mary Wroth era impegnatissima in una relazione adulterina con suo cugino, William Herbert, terzo conte di Pembroke.
Negli anni successivi alla morte del marito, forse sperando in un successo economico, scrisse un lungo romanzo, The Countesse of Mountgomeries Urania noto semplicemente come Urania, dedicato alla sua parente e amante, la Contessa di Montgomery.  Il romanzo, pubblicato nel 1621 fu un successo dovuto soprattutto allo scandalo poiché lo si lesse (non senza ragioni) come un romanzo a chiave. nel romanzo sono narrate le avventure della Regina Pamphilia e del suo amante Amphilanto, trasparenti maschere per l'autrice e il conte di Pembroke, cui sono inframmezzate numerose storie collaterali, in genere trattanti il tema della malmaritata, alcune delle quali riconoscibili quali intrighi amorosi alla corte Giacobea. Il tema della constantia della regina Pamphilia contrapposto alle divagazioni di Amphilanto (=Amante di due) parrebbe una convenzionale rappresentazione del doppio standard che vede l'ideale femminile appunto nella constantia, la fedeltà cieca della donna ideale, e quello maschile nella possibilità di essere infedele. Ma la novità del romanzo è che la regina ritiene (e si adopera attivamente in tal senso) che alla fine l'uomo (e per estensione, tutto l'universo maschile) debba e possa aderire al comportamento femminile di Fedeltà all'amato, rinunciando al doppio standard.
Le reazioni alla pubblicazione furono poco favorevoli; Edward Denny, Barone di Waltham la tacciò di calunniatrice in un suo poema satirico, e sebbene ella gli rispondesse per le rime in un altro poema, fu condannata a ritirare dal commercio le copie del libro e a non ripubblicarlo. Nonostante scrivesse un seguito al romanzo, di cui resta il manoscritto, non pubblicò più altro e visse nell'ombra fino alla morte nel 1652.
In calce al romanzo, Mary Wroth pubblicò una corona di sonetti e brani lirici in cui sposta la tipica poetica petrarchesca in chiave femminile. inoltre è notevole la sua personale visione di Cupido come una potente divinità degna di adorazione piuttosto che un bamboccio bendato incautamente armato di frecce mortali.